# Corona 105
Corona 105 – amerykański satelita rozpoznawczy przeznaczony do wykonywania zdjęć powierzchni Ziemi. Dwudziesty dziewiąty statek serii KeyHole-4A tajnego programu CORONA. Cała misja przebiegła prawidłowo. 

## Misja

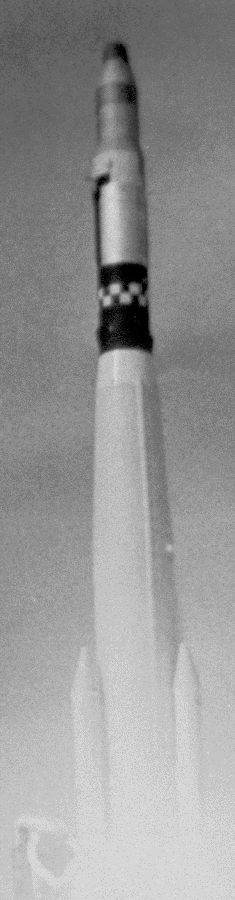
Start rakiety Thor SLV-2A Agena D z satelitą wywiadowczym Corona 105 (KH-4A 1029).

Kapsułę 1029-1 odzyskano po wykonaniu 81 okrążeń 7 lutego 1966. Kapsułę 1029-2 odzyskano po 160 okrążeniach 12 lutego 1966. Oba zestawy kamer pracowały normalnie. Satelita wykonał 55 przejść operacyjnych, 7 krajowych i 5 technicznych. Kamery zestawu nr 1 wykonały 5814, a zestawu nr 2 5952 zdjęć. Od 25% (misja nr 1) do 29% (misja nr 2) zdjęć odznaczała się występowaniem pokrywy chmur. Średnia rozdzielczość wszystkich zdjęć wynosiła 77 linii/mm.
Zdjęcia z kapsuły nr 1 objęły łączną powierzchnię prawie 7 176  224 kwadratowych mil morskich. W przypadku zdjęć z kapsuły nr 2 było to 7 261 152 kw. mil morskich.
Satelita spłonął w atmosferze 27 lutego 1966 roku.